# 侧芽

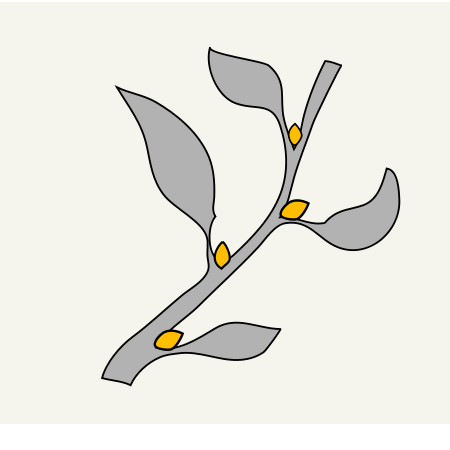
侧芽位于植物的叶与茎的交叉处

侧芽又稱腋芽，是植物叶子和茎相连的部分生长出来的芽。每個腋芽都有可能形成新的枝條:306。不過在顶端优势较强的植物上，侧芽不会變成枝条，即侧芽的生长受抑制。 